# Exclusion des personnes autistes
Vous lisez un « article de qualité » labellisé en 2019.
Pour des articles plus généraux, voir Autisme et Exclusion sociale.
L'exclusion des personnes autistes (dont la cause est parfois désignée par le néologisme d'autismophobie) appartient au principe d'exclusion sociale d'individus jugés indésirables par une population majoritaire. Les personnes ayant des troubles du spectre de l'autisme (TSA) étaient fortement exclues jusqu'au début du XXe siècle. Les politiques publiques et les découvertes scientifiques permettent d'améliorer les interventions pour compenser le handicap et la qualité de vie depuis la seconde moitié du XXe siècle. L'ONU a affirmé les droits des personnes autistes à vivre parmi la société sans être discriminées, en 2005 et 2008. Des politiques de désinstitutionnalisation, d'intégration, puis d'évolution vers une société inclusive sont menées dans différents pays. Les pays scandinaves et anglo-saxons sont réputés les plus avancés. En 2015, le Conseil des droits de l'homme constate la persistance de violations des droits humains fondamentaux des personnes autistes dans de nombreux pays, tant en Europe, notamment en France et en Grèce, que sur le continent africain. Parallèlement, des tests de dépistage prénatal de l'autisme sont en développement.
L'accès aux services de base, notamment à l'éducation, peut être difficile, sinon impossible, en raison non seulement de symptômes liés à l'autisme comme l'hypersensibilité sensorielle, mais aussi à cause de préjugés sur le handicap social. Les situations de dépendance et les internements en hôpital psychiatrique qui en résultent entraînent des coûts financiers importants et des violations de droits humains, notamment par l'administration de médicaments et de systèmes de contention sans consentement. Les jeunes autistes qui accèdent à l'éducation subissent souvent du harcèlement scolaire et des insultes. Des cas d'infanticides d'autistes dits « sévères » sont documentés. Les personnes autistes sont vulnérables aux agressions sexuelles et les enfants de femmes autistes subissent un risque de placement abusif. L'accès à l'emploi est rare, les compétences professionnelles des adultes autistes étant fréquemment sous-estimées. Avec un fort taux d'échec à l'entretien d'embauche, leur taux de chômage atteint 75 à 91 % en Europe. Cet ensemble de discriminations entraîne des suicides, de fréquentes angoisses et des dépressions, et donc une augmentation de la mortalité des personnes autistes. Elles pourraient être alimentées par les représentations stéréotypées de l'autisme, bien que le lien soit difficile à établir.
Certaines entreprises pratiquent une discrimination positive en faveur de l'emploi, notamment dans l'informatique. Le mouvement pour les droits des personnes autistes cherche à apporter des solutions pour réduire cette exclusion sociale, par la diffusion d'une philosophie de l'appartenance et la demande d'un changement de regard extérieur sur l'autisme, afin de mettre fin au rejet de la différence.

## Définition et mécanisme
La première recension systématique consacrée à ce sujet, en 2022, conclut que les personnes autistes subissent beaucoup de discriminations, de jugements, et de stéréotypes par autrui, et qu'elles présentent des symptômes plus ou moins clairs d'intériorisation de ces mauvaises expériences, tels qu'une estime de soi très basse et une mauvaise santé mentale.
Le néologisme « autismophobie », en langue française, est employé depuis 2014 par Olivia Cattan, mère d'enfant autiste française, pour une campagne militante,,, et a été repris par le militant Hugo Horiot, en 2018, qui le décrit comme « un mécanisme d'écrasement d'une minorité susceptible de troubler le système ». Il précise que « quand la norme est glorifiée et érigée en modèle unique, la démesure autistique, qui se traduit, entre autres, par une insatiable curiosité dans un domaine spécifique, est qualifiée d'obsession », terminologie qu'il assimile à « une profonde aversion pour tout ce qui touche à l'anormalité ».
Comme le note la sociologue Brigitte Chamak, depuis les années 2000, « la distinction entre maladie et handicap s’est estompée », avec une importance accrue donnée aux répercussions sociales, souvent du fait de personnes handicapées relevant de l'ancien diagnostic du syndrome d'Asperger, et militant pour la neurodiversité. La définition de l'autisme oscille ainsi entre la particularité médicale et la gêne sociale : pour le philosophe Josef Schovanec, dans sa définition de trouble social, « l'autisme est corrélé au décalage entre les promesses sociales explicites [bonheur, santé, longue vie, bon salaire…] et la réalité vécue ». Il ajoute qu'il est « autrement plus confortable de se barricader derrière l'idée d'une parfaite caractérisation médicale de l'autisme, plutôt que de s'aventurer dans les sables mouvants où l'autisme est reconnu comme miroir de la société, de ses enjeux et de ses problèmes ». L'inspecteur pédagogique régional Jean-Michel Wavelet s'interroge sur la capacité qu'ont les personnes avec autisme à révéler la fermeture de certaines sociétés aux autres et à la différence. La nature de leur handicap est souvent mal comprise. Selon Temple Grandin :

« Le monde extérieur n'est pas accueillant pour ceux d'entre nous qui ont ces différences par rapport à la norme, en premier lieu car nos systèmes nerveux et sensoriels sont très sensibles. »

— Temple Grandin

### Nature de la discrimination et de l'exclusion
Le concept de discrimination et d'exclusion sociale des personnes autistes est plurivoque, les cas et conséquences étant variables, notamment en fonction de la sévérité perçue du handicap. Les personnes autistes les plus sévèrement handicapées sont aussi les plus exclues, en raison notamment d'une compétition et d'une sélection dans les établissements, les établissements scolaires préférant par exemple accueillir des enfants verbaux et perçus comme intelligents, plutôt que des enfants non-verbaux.
Selon la loi britannique, une personne autiste est discriminée si elle reçoit un traitement moins favorable qu'une personne non-autiste, ou s'il y a défaut dans la nécessité de faire un « ajustement raisonnable » pour s'adapter à ses difficultés. Cet ajustement concerne généralement l'accueil à l'école et le poste de travail, qui doivent être aménagés pour ne pas placer la personne autiste dans une situation désavantageuse. Certains pays, entre autres le Royaume-Uni, ont des obligations légales à tenir, d'autres non. Définir comment s'ajuster peut être difficile, dans la mesure où le handicap créé par l'autisme s'associe à des avantages spécifiques pour réaliser certaines tâches. De plus, il y a souvent confusion entre inaptitude et préférence de choix de la part de la personne autiste, ses attentes pouvant être radicalement différentes de celles d'une personne neurotypique, et certaines de ses particularités (par exemple, le refus absolu de mentir ou d'enfreindre un règlement) difficiles à reconnaître en tant que handicap.

### Formes de discriminations et d'exclusions
Les formes de discrimination et d'exclusion auxquelles les personnes autistes sont exposées incluent l'ostracisme, le refus de scolarisation, le refus d'embauche ou de promotion malgré leurs compétences, l'exclusion d'établissements et de divers événements de la vie, ou même le simple fait de leur signaler qu'ils ne sont pas les bienvenus.

### Inscription dans les mécanismes d'exclusion des personnes handicapées
D'après la Pr Anne McGuire, la société occidentale montre une longue histoire de violences et de discriminations contre les personnes autistes en particulier, et contre les personnes en situation de handicap de façon plus générale :

« La voie dominante dans laquelle nous sommes engagés, sur le plan culturel, par rapport à l'autisme, en le combattant, en le haïssant, en menant une guerre contre lui, et en travaillant à son élimination, [cette voie] nous conduit à penser que l'autisme n'est pas en lui-même une manière de vivre, mais qu'il nous est imposé de vivre avec »

— Anne McGuire, Life without autism : a cultural logic of violence [La vie sans l'autisme : une logique culturelle de violence]
Une personne autiste institutionnalisée génère en moyenne une charge financière de plus de 3 millions de dollars américains (soit environ 2,69 millions d'euros) pendant sa vie (chiffre 2007), assumée par sa famille et la collectivité. L'inclusion et la lutte contre les discriminations, notamment dans le monde du travail, ne sont pas qu'un objectif humaniste, ils constituent aussi un enjeu économique. D'après la professeure de psychologie Patricia Howlin, « à long terme, la mise en place de tels régimes [d'inclusion] peut déboucher sur un coût neutre car les jeunes [autistes] cessent d'être dépendants de prestations, et commencent à payer des taxes ».

## Histoire

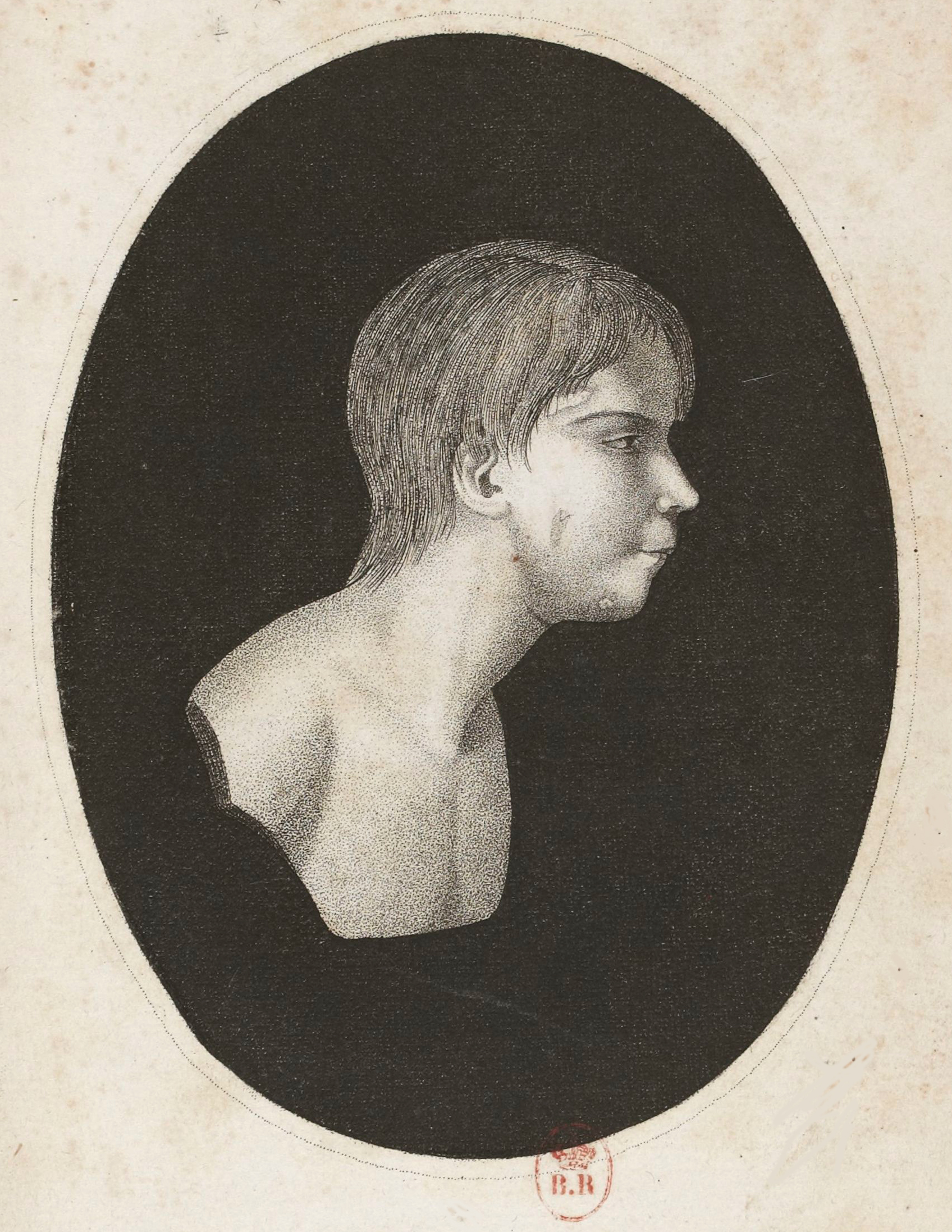
Premier portrait de Victor de l'Aveyron.

Il est vraisemblable que les personnes autistes aient été longuement et lourdement exclues au cours de l'Histoire. Selon le psychiatre et psychanalyste Jacques Hochmann, avant toute caractérisation médicale de l'autisme, les enfants concernés sont marginalisés ou tués, très généralement qualifiés d'« idiots », et traités sans humanité. Le mythe du changeling a vraisemblablement servi de justification au meurtre ou à l'abandon de bébés et d'enfants (entre autres handicaps) autistes : en affirmant que leur enfant biologique a été échangé avec un autre, des parents se débarrassaient d'enfants qu'ils jugeaient étranges ou distants émotionnellement. L'un des cas les plus connus d'enfant rétrospectivement diagnostiqué comme autiste est celui de Victor de l'Aveyron, décrit en 1799 comme un enfant sauvage non-verbal, retrouvé errant dans une forêt du Sud de la France.
En revanche, Josef Schovanec analyse l'histoire des personnes autistes verbales attirées par les lettres et les sciences, mieux insérées dans la société, comme étant associée à la fortune de l'université allemande du XIXe siècle, époque coïncidant avec leur exclusion des universités françaises en parallèle.

### Années 1930 et 1940
Dans le contexte de la montée de l'eugénisme et du nazisme dans les années 1930 et 1940, un grand nombre de personnes handicapées assassinées pendant l'Aktion T4 sont vraisemblablement autistes. D'après Steve Silberman, les enfants concernés sont diagnostiqués idiots (de nombreux meurtres étant décidés après l'échec à un test de QI), épileptiques ou schizophrènes. À l'époque, ces trois sous-groupes comportent de nombreux autistes. Environ 3 500 personnes autistes ont pu être euthanasiées de cette façon. Le Troisième Reich n'a pas spécifiquement ciblé l'autisme : toutes les personnes au comportement jugé problématique subissent cette politique à une époque où l'autisme reste très peu connu, sinon inconnu.
Le médecin autrichien controversé Hans Asperger décrit de façon positive le syndrome qui porte désormais son nom, en 1944, en demandant explicitement une place pour ces personnes dans la société :

« Nous sommes convaincus que les personnes autistes ont leur place dans la communauté sociale. Elles s'acquittent parfaitement de leurs tâches, peut-être mieux que n'importe qui, et nous parlons ici d'individus qui, dans leur enfance, ont eu les pires difficultés et ont causé d'innombrables soucis à leurs soignants. »

— Hans Asperger, Autistic psychopathy in childhood.
L'étude de ses dossiers démontre qu'il effectue un tri entre ses patients sur la base de leur degré d'intelligence supposé et envoie sciemment 42 enfants autistes en camp d'extermination, depuis sa clinique à Spiegelgrund. D'après l'historienne Edith Sheffer, citée par Seth Mnookin, la création du diagnostic médical de « psychopathie autistique », futur diagnostic du syndrome d'Asperger, doit beaucoup à l'idéologie nazie.

### Politiques d'intégration

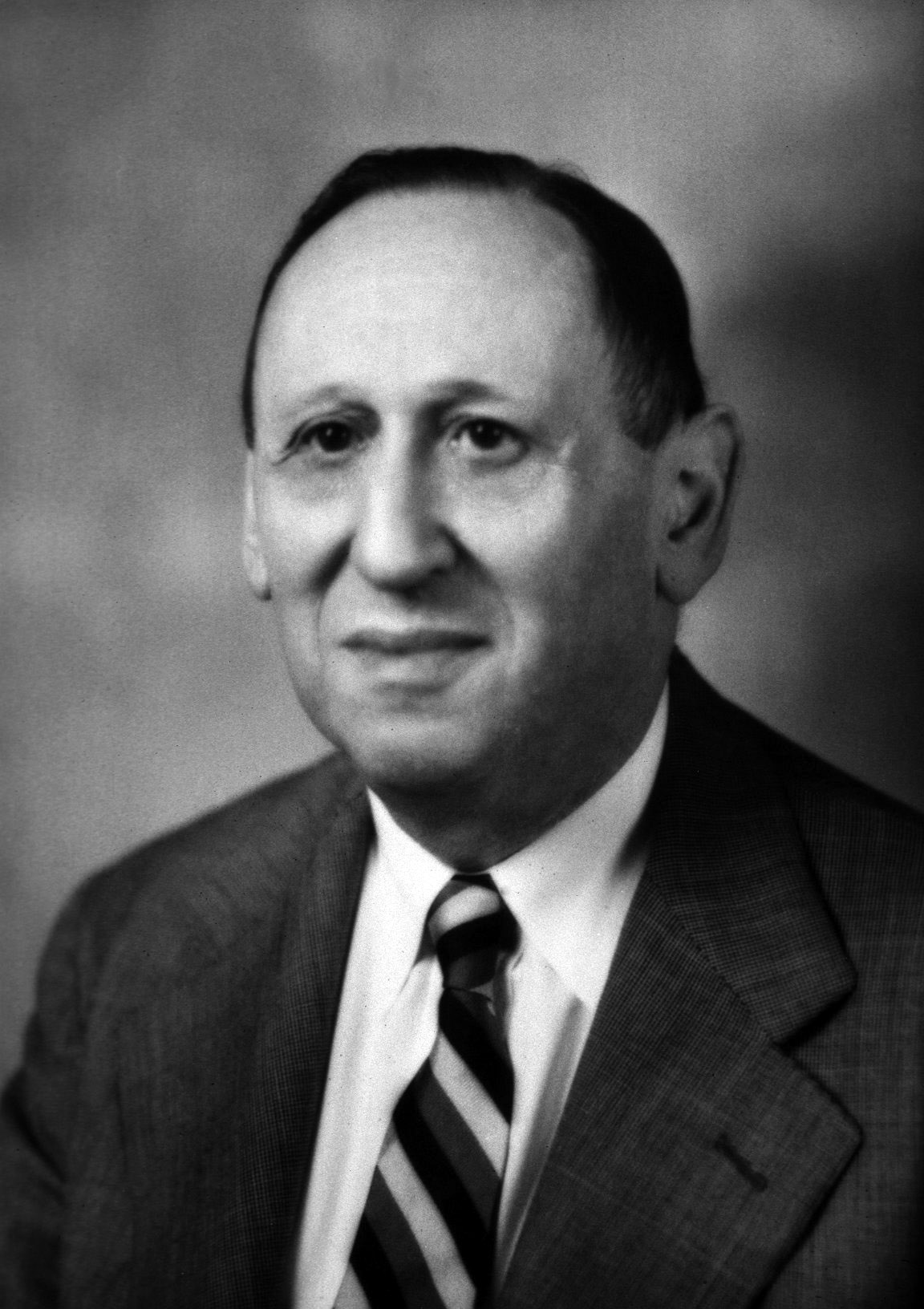
Leo Kanner, auteur de l'une des premières études sur l'évolution socio-professionnelle des autistes.

Leo Kanner, l'un des deux grands découvreurs de l'autisme avec Hans Asperger, réalise l'une des premières études du devenir socio-professionnel en examinant l'évolution des onze enfants autistes (généralement issus de milieux favorisés) qu'il a suivis en 1943. Plusieurs ont décroché un emploi correct, tandis que les personnes placées en institution sont peu ou pas autonomes à l'âge adulte. D'après Josef Schovanec, « ce texte peut également passer pour précurseur de conceptions sur le placement en institution ou en milieu ordinaire qui n'allaient s'imposer qu'ultérieurement ».
En France, d'après Jacques Hochmann, des psychanalystes sont les premiers à s'intéresser aux enfants autistes après la Seconde Guerre mondiale « en les arrachant à un enfermement sans espoir et à des politiques eugénistes fondées sur la ségrégation et, parfois, sur la stérilisation et la castration ».
Plusieurs pays adoptent des lois contre la discrimination des personnes handicapées applicables à l'autisme, depuis la fin du XXe siècle. En 1969, Bengt Nirje propose un modèle de normalisation, et une participation sociale active des personnes en situation de handicap. Bien que la littérature scientifique internationale soit très limitée à cette époque, avant les années 1990, la plupart des autistes (environ les trois quarts) sont fortement dépendants et isolés socialement. Très peu fréquentent des établissements scolaires. Ils vivent pour l'essentiel chez leurs parents, ou en institution spécialisée. Ultérieurement, la littérature scientifique pointe de fréquentes régressions (perte de fonctions cognitives et du langage) chez les personnes placées en institution, par rapport à celles qui vivent en milieu ordinaire. Comme l'a observé Leo Kanner, les personnes autistes les mieux intégrées sont celles qui ont bénéficié d'un enseignement soutenu, d'une vie indépendante et d'opportunités pour développer leurs relations sociales.
Une politique dite d'« intégration » est menée dans les années 1970 et 1980, notamment en Amérique du Nord. Elle consiste à « accueillir en milieu ordinaire, ne serait-ce qu'à temps partiel, certains élèves handicapés ». Aux États-Unis, la première association de parents d'enfants autistes est créée en 1965, ce que Jacques Hochmann rapproche de l'acmé de l'époque de lutte contre les discriminations raciales. Des efforts fructueux visant à scolariser les enfants autistes sont menés dès les années 1970, notamment grâce au Rehabilitation Act en 1973. La théorie jusqu'alors dominante était que les enfants autistes seraient incapables d'apprendre.
En Belgique francophone, des parents se mobilisent pour que des écoles spéciales soient créées pour les enfants handicapés près de chez eux, dès la fin des années 1950. Cela entraîne une forme de ségrégation. Dans les années 1970, la Belgique met en place des hôpitaux pédopsychiatriques et des services résidentiels inspirés des théories psychanalytiques françaises, qui prennent en charge les « psychoses infantiles ». Les enfants autistes ne sont généralement pas scolarisés, et ne disposent pas de diagnostic clair. À partir de 1984, le projet d'intégration scolaire est conçu. Il se met en place de 1988 à 1996. En septembre 1991, le Service universitaire spécialisé pour personne avec autisme (SUSA) est créé.
Au Québec, des écoles spéciales sont créées dans les années 1960 pour les enfants « exceptionnels », marquant une séparation selon le niveau de handicap. Au début des années 1970, des parents demandent l'intégration des élèves plus lourdement handicapés en milieu ordinaire. En 1976, un groupe de parents crée la Société québécoise pour enfants autistiques, pendant qu'une réaction à cette forme de ségrégation des élèves handicapés aboutit à une politique dite d'« intégration-mainstreaming ». Ce débat arrive plus tardivement en France, où les parents d'enfants autistes dénoncent la ségrégation scolaire et demandent l'intégration scolaire et sociale de leurs enfants, au début du XXIe siècle. D'après Jacques Hochmann, une intégration scolaire efficace pour la moitié des élèves autistes s'y est développée sous l'impulsion d'équipes psychiatriques ou médicopédagogiques, dans les hôpitaux de jour et les instituts médico-éducatifs. Il ajoute que « l’opposition ou le scepticisme de nombreux psychanalystes quant à l’opportunité d’un tel projet [la scolarisation en milieu ordinaire] a été assimilé à un préjugé racial et a conduit la Fédération Autisme France, à la suite d’une bataille idéologique féroce, à déférer avec succès la France devant le comité des droits sociaux du conseil de l’Europe ».
Le Japon et Israël ont longtemps mené une politique d'institutionnalisation, de nouveaux établissements destinés à accueillir des personnes autistes ouvrant au Japon jusqu'en 2002.

### Société inclusive
La politique de recherche d'une « société inclusive », plus ambitieuse, apparaît dans les années 1990. Celle-ci propose l'abolition de toute forme d'exclusion des personnes handicapées, y compris autistes, dans les classes ordinaires et quel que soit le niveau de handicap. Les pays scandinaves sont pionniers. D'autres pays préconisent plus longtemps la séparation médicalisée des personnes autistes, comme l'Irlande, qui adopte des mesures d'inclusivité avec le Disability Act de 2005. En France, trois Plans Autisme sont adoptés à partir de 2005, visant à avancer progressivement vers une société inclusive. La France en reste cependant à une phase d'intégration scolaire peu aboutie.

### Avis et observations de l'ONU
En 1994, l'UNESCO statue sur les méfaits de l'exclusion scolaire, concluant qu'elle entraîne discrimination sociale et mécontentement des acteurs de l'éducation. À partir de 1996, notamment sous l'impulsion d'Autisme Europe, le droit des personnes autistes à l'éducation et à l'emploi devient un sujet de plus en plus abordé. Avec le soutien de la Commission européenne, l'Organisation des Nations unies déclare, en février 2005, que les personnes autistes devraient bénéficier d'une éducation appropriée, d'une assistance qui respecte leur dignité, d'une absence de discrimination, d'une intégration sociale, du respect de leurs droits fondamentaux, d'un accès à des traitements et d'une information honnête au sujet de ces derniers. L'ONU adopte une convention de droit applicable aux personnes autistes, le 3 mai 2008, selon laquelle les États membres doivent s'engager à garantir leurs libertés fondamentales sans discrimination d'aucune sorte. Cette convention s'applique théoriquement à toutes les personnes autistes, quel que soit le degré de handicap, en leur garantissant l'absence de discrimination.
Lors de la journée mondiale de la sensibilisation à l'autisme du 2 avril 2014, le secrétaire général de l'ONU, Ban Ki-moon, déclare que « Malheureusement, dans beaucoup d’endroits du monde, les autistes se voient privés de leurs droits humains fondamentaux. Ils sont en butte à la discrimination et à l’exclusion. Même là où leurs droits sont garantis, ils doivent encore trop souvent se battre pour avoir accès aux services de base ». Le 2 avril 2015, les rapporteurs du Conseil des droits de l'homme avancent que « dans de nombreux pays, les personnes autistes n'ont pas accès aux services sur un pied d'égalité avec les autres, au droit à la santé, à l'éducation, à l'emploi et à vivre parmi la communauté », concluant que la discrimination reste la règle plutôt que l'exception. Ils soulèvent la persistance d'approches professionnelles et de pratiques médicales inacceptables en matière de droits de l'Homme : prescription excessive de médicaments psychotropes, placement dans les hôpitaux psychiatriques et des établissements de soins de longue durée, utilisation de contention physique ou chimique… qui violent les droits fondamentaux, portent atteinte à la dignité humaine, et vont à l'encontre des preuves scientifiques.

## Types d'exclusions
Les personnes autistes font face à de nombreux préjugés et à différents types de discriminations et d'exclusions. Dans l'introduction de son ouvrage Je suis à l’Est !, Josef Schovanec évoque la profonde méconnaissance de l'autisme comme une cause majeure, certaines personnes prenant tous les autistes pour des « idiots », en les jugeant sur leur manière de s'exprimer, d'interagir ou de se déplacer. Un amalgame « fantasmé » est également fréquent (notamment en France) entre l'autisme, la violence, et les comportements inappropriés.

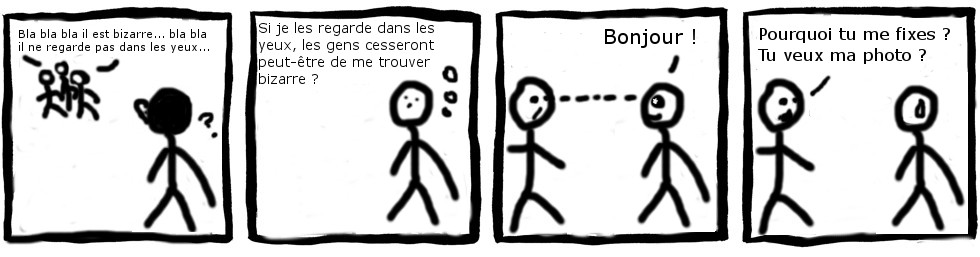
Exemple d'exclusion due à l'incompréhension des codes sociaux par une personne autiste (ici, le contact visuel).

L'une des causes de discrimination les plus fréquentes résulte de l'incompréhension des codes et des règles de la vie sociale, les personnes autistes étant en situation de handicap social (difficulté de contact visuel, tendance à fuir les interactions, mauvaise interprétation des intentions de l'autre, etc.), en raison notamment des particularités de leur empathie. Par nature, l'être humain est social. L'impossibilité à comprendre les codes sociaux et à employer la théorie de l'esprit de manière efficiente affecte de nombreux aspects de la vie quotidienne des personnes autistes,. Certains comportements extrêmes peuvent mener à une exclusion sociale totale, et à de la maltraitance institutionnelle. À ce titre, certaines interventions en autisme, notamment les entraînements aux habiletés sociales, ont démontré leur efficacité pour améliorer les contacts et donc faciliter l'intégration. Pour un grand nombre de personnes autistes, le soutien de la famille se révèle d'une importance décisive.
En juillet 2019, Simon Baron-Cohen (université de Cambridge) publie une étude relative aux évènements négatifs survenus durant la vie, auprès de 426 personnes avec autisme et d'un groupe contrôle : 45 % des personnes autistes déclarent avoir manqué d'argent pour subvenir à des besoins vitaux durant leur vie, 20 % déclarent des agressions sexuelles, et 70 % déclarent avoir subi un harcèlement par un(e) ami(e) ; en comparaison, 25 % du groupe contrôle non-autiste déclare avoir rencontré de lourds problèmes financiers, 9 % déclarent une agression sexuelle, et 31 % déclarent du harcèlement par une personne considérée comme amie,.

### Dépistagein utero
Diverses recherches sont menées en vue d'un dépistage prénatal de l'autisme. Il existe un risque d'eugénisme, la détection de marqueurs génétiques pouvant être utilisée à des fins d'élimination, plutôt que d'amélioration de la vie des personnes autistes. La crainte d'une augmentation du nombre de demandes d'avortements pour « risque d'autisme » est l'une des causes historiques de l'organisation associative des militants de la neurodiversité.
Selon Hugo Horiot, le développement d'un test de dépistage prénatal est le plus grand risque pesant sur les personnes autistes. Le collectif québécois Aut'Créatifs s'oppose à la commercialisation future de ces tests, parlant d'une « solution finale ».

### Enfance et adolescence
En Suisse et aux États-Unis, le rejet social des enfants autistes est une préoccupation importante pour leurs parents, qui estiment les lois insuffisantes pour faire respecter les recommandations de l'ONU. La discrimination contre les enfants autistes peut concerner leur accès aux établissements scolaires, aux activités sportives et artistiques, et aux loisirs. Il peut s'agir d'une exclusion touchant l'enfant lui-même, mais aussi, s'il en possède un, son chien d'assistance. Les parents sont soumis à un stress social important : ils sont considérés comme responsables des comportements de leurs enfants autistes, souvent jugés « mal élevés et caractériels ». Ce sont très généralement les parents qui organisent des activités propres à sociabiliser leur enfant.
Les adolescents autistes institutionnalisés sont soumis à une stigmatisation accrue, puisque placés parmi des personnes en souffrance, malades, ou ayant elles-mêmes divers troubles : « trisomiques, psychotiques, infirmes moteurs cérébraux, hémiplégiques, victimes de cancer, de leucémie, de syndromes inconnus, de maladies génétiques rares ou de graves maladies infantiles ».

#### Infanticides / auticides
Le néologisme « auticide » a été employé par Josef Schovanec, pour désigner les meurtres de personnes autistes « tuées en tant qu'autistes ». Anne McGuire souligne que chaque cas de meurtre est traité individuellement, mais que le motif général invoqué pour chacun d'entre eux est « l'autisme » ou « la vie avec l'autisme ». Les infanticides, généralement commis par la mère ou une autre personne chargée de l'accompagnement et des soins, sont fréquents,. L'existence des infanticides maternels est peu connue, car elle se heurte à la croyance selon laquelle une mère ne pourrait supprimer son enfant.
Il n'existe pas de statistiques pour quantifier ces meurtres et abandons volontaires, mais ils sont régulièrement documentés dans la presse et par des réseaux associatifs, des « douzaines » de cas de ce type ayant été mentionnés dans la presse occidentale en une dizaine d'années, en particulier la presse canadienne. L'Autistic Self Advocacy Network en a relevé 36 (concernant tous des personnes handicapées, principalement autistes) en 2012. La militante américaine Kathleen Seidel a tenu à jour une liste de personnes autistes assassinées sur son blog. Josef Schovanec estime réaliste une estimation d'une centaine d'autistes tués chaque année en France.

#### Accueil scolaire
Une part importante d'enfants autistes, notamment en France, n'ont pas accès à l'éducation, ou bien cette éducation est édulcorée par comparaison à celle de la population majoritaire. Selon le rapport du conseil économique, social et environnemental sur l'autisme rendu en octobre 2012, « le temps non consacré à une éducation adaptée obère grandement l’avenir de la personne avec autisme ». L'accueil scolaire des élèves autistes demande souvent des aménagements, notamment grâce à la présence d'une auxiliaire de vie scolaire (en France), chargée d'aider l'élève autiste, entre autres, en gérant ses angoisses. L'absence d'assistance peut rendre l'accueil scolaire extrêmement difficile. En effet, lorsque les enfants autistes ont accès aux établissements scolaires, ils y sont souvent victimes de harcèlement : environ 63 % des enfants scolarisés dans les écoles américaines et qui sont harcelés par d'autres enfants ont des troubles du spectre de l'autisme. Les enfants autistes sont également plus facilement pris pour cibles d'agressions sexuelles. La période la plus délicate est généralement l'adolescence, où l'incompréhension des amitiés et de la sexualité place les autistes en situation de handicap. Une bifurcation importante se crée entre des adolescents capables de se maintenir en milieu ordinaire en collège et lycée, et d'autres qui sont envoyés dans des lieux institutionnels. De manière générale, « c’est souvent une période où les ajustements sociaux défaillants entraînent rejet et souffrance parmi les autres adolescents ».
Un sondage commandé par trois associations françaises du domaine du handicap montre que les enfants autistes sont, parmi tous les handicaps considérés, les plus exclus du système scolaire : seules 70 % des personnes interrogées estiment que les enfants autistes ont leur place à l'école ordinaire, et 46 % déclarent que leur éducation devrait s'effectuer dans des établissements spécialisés.
Le psychiatre et ancien psychanalyste français Pierre Sans estime que « la scolarisation n’est sans doute pas la panacée pour tous les enfants autistes », car « le degré de déficience dont certains sont atteints empêche leur intégration dans une classe, même adaptée ». 50 à 60 % des élèves autistes quittent l'école sans qualifications académiques ou professionnelles formelles. Selon les pays, 5 à 40 % terminent avec succès des études supérieures.

### Âge adulte
La majorité des individus autistes améliorent leur communication, leurs interactions sociales, et adoptent un comportement socialement plus acceptable à la fin de l'adolescence. Trois à vingt-cinq pour cent d'entre eux ne rencontrent plus les critères diagnostiques de l'autisme à l'âge adulte, bien que le trouble de déficit de l'attention et l'anxiété puissent persister. Il existe aussi des cas d'aggravation, en particulier parmi les personnes avec « déficience intellectuelle ». Bien que cela ne constitue pas à proprement parler une forme de discrimination, l'autisme, et par conséquent les politiques publiques qui sont menées en ce domaine, est souvent associé uniquement aux enfants. L'absence de visibilité et donc de prise en compte des adultes autistes peut les priver de soutien institutionnel. Les conditions de vieillissement et de fin de vie dans le domaine de l’autisme ne font, par exemple, l'objet d'aucune étude. Bien que les données concernant les adultes soient limitées, il est certain que leur statut social se révèle souvent très précaire, y compris parmi les personnes autistes « sans déficience intellectuelle ». D'après Patricia Howlin, « bien des gens […] sont significativement désavantagés en ce qui concerne l’emploi, les relations sociales, la santé physique et mentale, et la qualité de vie. Le soutien qui faciliterait l’intégration à l’ensemble de la société est souvent manquant, et il n’y a presque pas eu de recherche sur les façons d’élaborer des programmes d’interventions plus efficaces pour les adultes ». Le désengagement des parents prive souvent la personne autiste d'un soutien dont elle bénéficiait durant l'enfance. En fonction de son niveau d'autonomie, elle peut rester parmi sa famille, s'installer dans sa propre résidence avec plus ou moins de soutien et d'aménagements, ou rejoindre une institution adaptée. Il est cependant très rare qu'une personne autiste puisse vivre en totale indépendance.
En France, lorsqu'un enfant autiste retiré à sa famille atteint sa majorité, l'aide sociale à l'enfance n'est plus tenue de s'en occuper. Très généralement, le jeune adulte est interné en hôpital psychiatrique pour « très longtemps ». Par ailleurs, la majorité des adultes autistes hospitalisés en longue durée en psychiatrie sont des personnes abandonnées ou délaissées par leur famille. Les personnes autistes institutionnalisées ont des formes de handicaps considérés comme « lourds », et des comportements problématiques pour vivre en société : « stéréotypies, automutilation, agressivité, destruction de matériel, rupture de conventions sociales ou sexuelles ».

#### Discriminations sur le marché du travail

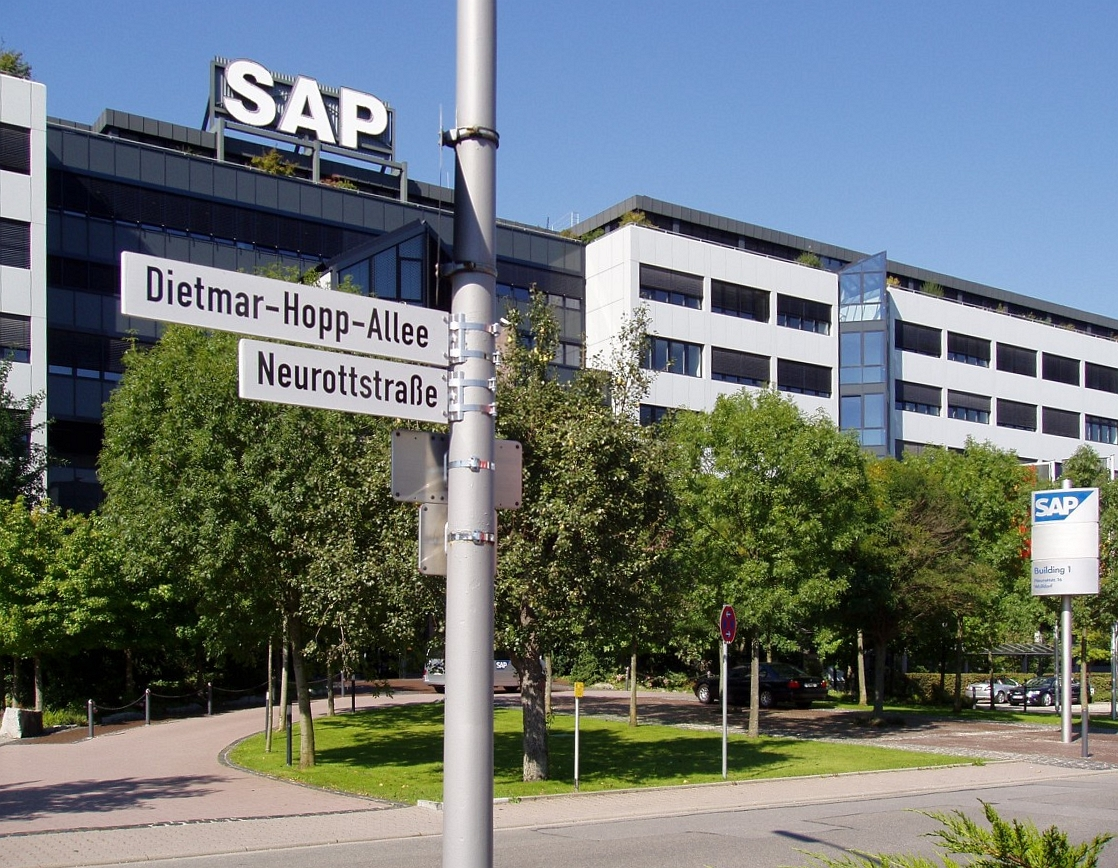
Siège social de SAP à Walldorf, en Allemagne, entreprise de conception et vente de logiciels pratiquant la discrimination positive en faveur des travailleurs autistes.

La majorité des personnes autistes sont capables d'avoir un emploi, et possèdent des compétences précieuses pour le marché du travail. Un emploi tend à améliorer leur qualité de vie et leurs performances cognitives, tout en constituant un moyen d'intégration,. La stigmatisation et la discrimination sont cependant fréquentes.
D'après une recension de la littérature scientifique publiée en 2011, seuls 24 % des autistes trouvent un emploi au cours de leur vie, généralement de façon discontinue et/ou à temps partiel, sur des postes mal payés et peu valorisants. Leurs difficultés ont des explications multiples. Le passage d'un entretien d'embauche individuel est une épreuve difficile, voire impossible,. Généralement, les employeurs et les directeurs des ressources humaines ne reconnaissent pas qu'ils pratiquent une forme de discrimination lorsqu'ils jugent des personnes autistes sur leurs compétences sociales, et justifient leur non-emploi par la lourdeur de leur handicap. Pour favoriser les embauches et le maintien dans l'emploi, des accompagnements et la pratique du job coaching se développent. L'efficacité et la rentabilité de telles mesures ont fait l'objet d'études.
En Allemagne, au Danemark, aux États-Unis et en Inde, des entreprises du secteur informatique pratiquent désormais une discrimination positive. Les initiatives de ce type restent rares, au point que l'existence du problème de l'emploi autiste est inconnue dans la majorité des pays.

#### Discriminations contre les mères autistes
La 62e session de la Convention sur l'élimination de toutes les formes de discrimination à l'égard des femmes (CEDAW) a reçu, en 2015, plusieurs femmes autistes, qui ont dénoncé des placements abusifs d'enfants autistes en France et au Royaume-Uni, ainsi que la tendance de nombreuses mères autistes à taire leur condition et leur diagnostic, pour éviter d'être dénoncées aux services sociaux d'aide à l'enfance, et séparées de leurs enfants (affaire Rachel). La représentante française a cité les théories psychanalytiques comme étant responsables de cette situation,,.

#### Restrictions à l'immigration
Aux États-Unis, sous la présidence de Donald Trump, le durcissement de la politique migratoire a pour effets d'empêcher l'arrivée de migrants autistes et de familles ayant un enfant autiste,. Au Canada, les migrants autistes se voient refuser la citoyenneté canadienne, ou bien sont déportés en raison de la croyance selon laquelle ils sont une « charge » pour le système de santé canadien. Une série de réformes entreprises en 2018 sont supposées rendre plus simple la migration d'adultes autistes et de parents d'enfants autistes au Canada. Le Royaume-Uni n'interdit pas explicitement l'arrivée de migrants autistes, mais impose à l’arrivée un examen médical qui peut se révéler discriminatoire.
La Nouvelle-Zélande prohibe explicitement l'immigration de personnes autistes. Les lois relatives à la santé des immigrants vers l'Australie interdit l'arrivée aux personnes susceptibles de coûter cher au système de santé national australien, ce qui peut réduire la migration des adultes autistes. En avril 2019, une famille immigrante du Queensland est ainsi priée de retourner dans son pays d'origine, car son fils de 11 ans, autiste, ne « satisfait pas aux prérequis en matière de santé ».
Singapour, connue pour ses règles d'immigration extrêmement rigoureuses, interdit la migration des personnes ayant une pathologie au long cours, ce qui expose les adultes autistes à être refoulés par les autorités.

### Utilisation du mot «autiste» comme insulte

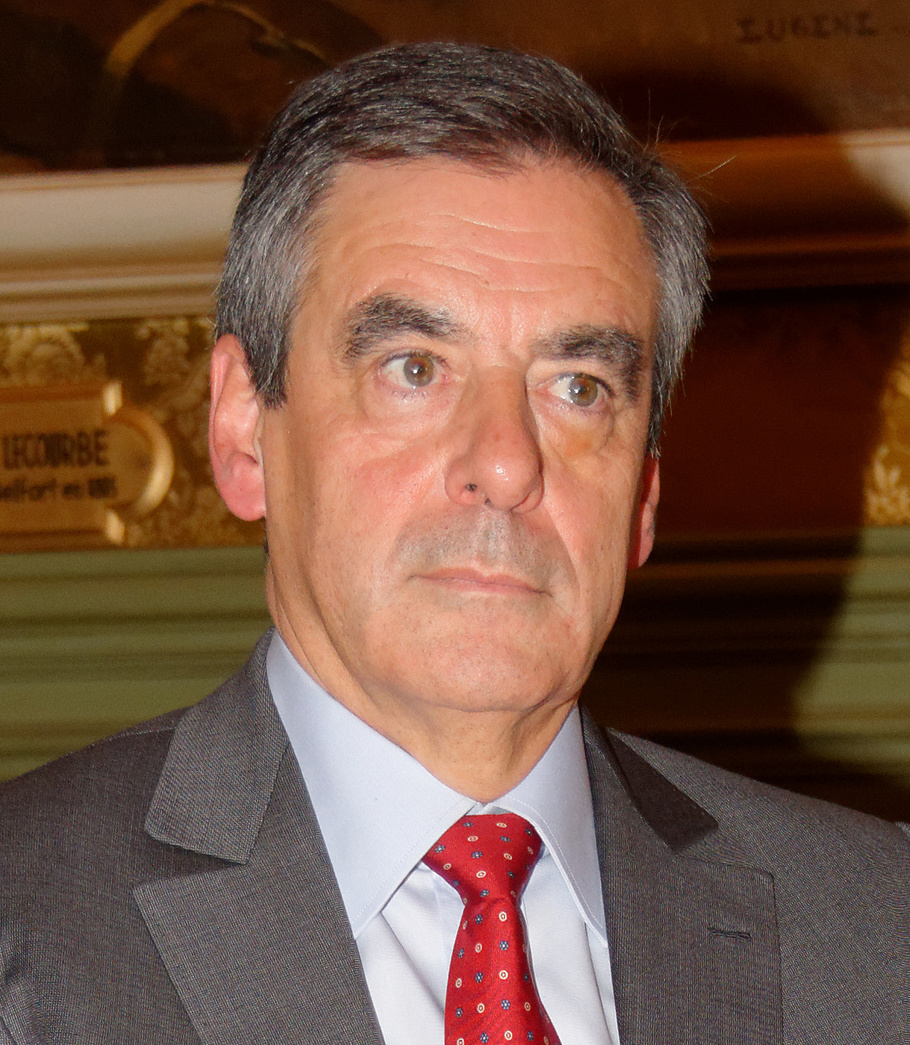
François Fillon a répété à trois reprises Je ne suis pas autiste lors du journal télévisé de 20 heures le 5 mars 2017, sur France 2. Il a pourtant consacré ce handicap grande Cause nationale en 2012.

L'une des preuves de l'ancrage des préjugés contre l'autisme est l'utilisation fréquente du mot « autiste » comme insulte dans la langue française, en associant le handicap à une tare. D'après Alexandre des Isnards, « autiste est devenu un terme courant qui désigne toute personne bizarre, peu sociable ». Selon le dictionnaire Larousse en ligne, le mot « autisme » désigne « au figuré, par exagération » un « déni de réalité qui pousse à s'isoler et à refuser de communiquer, et, particulièrement, d'écouter autrui ». Cette idée de l'autisme est fausse : les personnes autistes « voient et entendent parfaitement tout ce qui se passe autour d'elles ».
D'après SOS autisme France (2014), un Français sur dix a déjà utilisé le mot « autiste » comme insulte dans l'intention de se moquer d'un tiers, principalement chez les jeunes de 18 à 24 ans (dans 29 % des cas). Il semble que ce basculement négatif du sens du mot « autiste » ait accompagné la représentation plus fréquente de l'autisme dans la sphère publique. Il est signalé, dès 2006, par Danièle Langloys pour qui « la France […] est le seul pays au monde à trouver normal qu’on insulte publiquement un autre d’autiste ». Elle l'explique par l'importance disproportionnée qu'a en France la psychanalyse, cette discipline associant autisme et psychose. Ainsi, « l'autisme reste bien souvent associé à une maladie psychiatrique ou psychologique dans l'imaginaire collectif », ce qui favorise une image négative. Pour Patrick Sadoun, « utiliser les termes d'autiste ou de mongolien comme insulte, c'est faire offense à la personnalité même de tous les autistes ou de tous les trisomiques, c'est la même chose que d'utiliser les termes de juif, d'arabe ou d'homosexuel comme insulte ».
Dans les cours de récréation françaises et les couloirs des universités, le mot « autiste » est devenu une insulte à la mode, souvent en remplacement du mot « mongolien »,,,. Olivia Cattan souligne l'existence de cet usage insultant dans des discussions sur Internet et dans la vie courante. Ces insultes sont présentes dans les médias et la sphère politique française,,,,. Le professeur en sciences du langage Julien Longhi l'analyse comme un court-circuit de « la richesse sémantique du mot « autiste », pour la polariser vers un sens négatif », ainsi que « le signe d'un dérapage verbal intériorisé à partir de clichés ». Ces polémiques médiatiques ont porté le mot « autiste » à la connaissance du public, mais cela s'effectue le plus souvent sans réelles connaissances du sujet.
Au Royaume-Uni, l'usage du mot autistic comme insulte est également devenu de plus en plus répandu (2007), ce qui, d'après la spécialiste en littérature anglophone contemporaine Ann Jurecic, soulignerait la peur des différences neurologiques à l'échelle de la société. Cependant, le contexte anglo-saxon est très différent de celui de la France, dans la mesure où de nombreux militants de la neurodiversité y promeuvent une vision positive de leur condition d'autiste, en tant que part essentielle de leur identité.

## Conséquences
Les personnes autistes qui ont témoigné à ce sujet adoptent généralement deux types d'attitudes face aux exclusions dont elles sont victimes. Certaines ressentent une angoisse et une frustration profonde, estimant que leur propre comportement est à l'origine du rejet dont elles sont l'objet, et peuvent adopter des stratégies de compensation. D'autres choisissent de ne pas se préoccuper de ce qui est dit d'elles. Il est courant que ces deux attitudes soient expérimentées au cours d'une vie. Certaines n'ont pas conscience d'être victimes de discriminations, en particulier parmi les personnes autistes non-diagnostiquées, ce qui se traduit généralement par une forte baisse de l'estime de soi. Le sentiment de honte et de désespoir peut mener à un isolement accru. La famille de la personne autiste peut être affectée par les problèmes d'un proche. Il arrive que les autistes soient à tort soupçonnés de souffrir d'une maladie mentale ou d'une forme de « folie » lorsqu'ils traversent des périodes difficiles, et que des traitements psychiatriques inappropriés leur soient administrés.
De manière générale, les conséquences identifiées de la discrimination, du harcèlement scolaire et des mauvaises expériences en société incluent divers traumatismes (dont le stress post-traumatique), l'isolement et la solitude, la dépression, la lutte contre les particularités sensorielles, l'effondrement émotionnel et le sentiment d'inutilité sociétale.

### Réponse neurologique au sentiment d'exclusion
Une étude neurologique avec IRM sur des enfants placés en situation d'exclusion et de violation des règles sociales montre que le sentiment de détresse est expérimenté avec la même intensité chez les enfants autistes et non-autistes. Cependant, des différences neurobiologiques existent dans le traitement de l'exclusion sociale et de la violation de la règle chez les personnes avec TSA. L'insula droit et le cortex cingulaire antérieur sont hypoactifs lors de l'exclusion chez les enfants TSA. En violation des règles, l'insula droit et le cortex préfrontal sont hyperactifs. L'insula droit montre une dissociation dans l'activation ; il est hypoactif à l'exclusion sociale et hyperactif à la violation des règles. Une autre étude de neurosciences suggère que les enfants avec TSA sont vulnérables aux effets de l'exclusion sociale, expérimentent une détresse liée à l'ostracisme comparable à celle des enfants au développement typique, mais ont un traitement temporel des événements de rejet différent, suggérant un engagement réduit de ressources attentionnelles dans le contexte social aversif.

### Augmentation de la mortalité
Hugo Horiot estime que l'exclusion, la sur-médication et l'institutionnalisation des personnes autistes sont responsables d'une mortalité précoce, et d'une diminution d'environ 20 ans de l'espérance de vie par comparaison à la population générale. Les difficultés rencontrées sont vraisemblablement à l'origine de suicides. Les personnes « Asperger » sont vulnérables aux pensées suicidaires, leur risque de suicide ayant longtemps été négligé, alors qu'il se révèle particulièrement élevé. Une recension de la littérature scientifique consacrée au lien entre autisme et suicide (2014) conclut qu'entre 10,5 et 50 % des autistes ont déjà eu des pensées suicidaires, ou bien ont fait une tentative. Les facteurs de risque identifiés sont, dans l'ordre : la discrimination par les pairs, les problèmes de comportement, être noir ou hispanique, être de sexe masculin, le statut socio-économique inférieur et le faible niveau d'éducation. Simon Baron-Cohen insiste sur les nombreuses difficultés rencontrées en termes d'exclusion sociale, d'isolement et de solitude. Le harcèlement scolaire peut conduire à des pensées suicidaires, et à une attitude extrêmement critique envers soi-même et les autres, née d'un sentiment de rejet et de moqueries récurrentes.

### Perte de domicile
Les personnes autistes ont davantage de risques de devenir des sans-abri, vraisemblablement en résultante de l'association entre autisme et faible statut socio-économique,. Josef Schovanec témoigne avoir croisé plusieurs autistes à la rue. Des études ont été menées au Royaume-Uni concernant le taux de TSA parmi les personnes sans domicile fixe. D'après le gouvernement gallois, environ 12 % des autistes ont été sans-abri durant au moins une partie de leur vie, soit un taux beaucoup plus élevé que parmi la population non-concernée par l'autisme. Une étude sur la prévalence des traits d'autisme parmi une population de SDF britanniques montre que 12,3 % d'entre eux rencontrent les critères diagnostiques des TSA, selon le DSM-5.
Il existe également des cas (entre autres, au Canada), de parents d'autistes adultes qui conduisent leurs propres enfants dans un centre d'accueil pour sans-abri afin de ne plus les avoir à leur charge.

### Agressions sexuelles
Une étude réalisée auprès d'un petit échantillon d'Américains et de Canadiens a révélé que les adultes autistes courent un plus grand risque d'être agressés sexuellement que leurs pairs non-autistes. Les répondants autistes sont plus de deux fois plus susceptibles de dire qu'ils ont été victimes de viol et plus de trois fois plus susceptibles de signaler des contacts sexuels non désirés. Les femmes avec difficultés d'apprentissage sont 4 fois plus souvent victimes de viol, et il est vraisemblable qu'un grand nombre de ces femmes violées soient autistes. La non-reconnaissance des émotions, propre à l'autisme, entraîne une vulnérabilité en raison des difficultés à prévoir et reconnaître le danger. De nombreuses femmes autistes ont témoigné avoir été victimes de viol, dont Liane Holliday Willey. Certains de ces témoignages semblent aussi démontrer que les femmes autistes ont de plus grandes facilités à surmonter le traumatisme d'un viol. D'après une enquête publiée en France début 2019, 88 % des femmes autistes déclarent avoir été victimes de violences sexuelles, et 39 % ont subi au moins un viol. Dans 31 % des cas, la première agression relève de la pédophilie sur enfant de moins de 9 ans.

## Situation par régions du monde
En fonction des pays et des cultures, l'exclusion peut être plus ou moins forte. D'après Josef Schovanec, la société occidentale pourrait être l'une des plus excluantes pour les jeunes autistes non verbaux, car les pays de culture nomade ont conservé des métiers traditionnels, comme celui de berger, qui peuvent être exercés par des personnes non-verbales. Les politiques et prises de décision publiques en faveur des personnes autistes sont considérées comme étant plus avancées dans les pays anglo-saxons et scandinaves.

### Continent africain et océan Indien
D'après Brigitte Chamak, sur le continent africain, les personnes autistes sont globalement assimilées à des idiots victimes de fautes commises par leurs parents ou d'autres ancêtres.
Au Maroc, où l'autisme reste très mal connu, les parents s'organisent eux-mêmes pour créer des écoles adaptées. L'association Oummah charity, active dans les pays musulmans du Maghreb, a filmé des enfants autistes attachés par des chaînes et frappés, et témoigne que les personnes handicapées sont généralement cachées et maltraitées.
En Afrique subsaharienne, les diagnostics d'autisme sont très rarement posés. Les enfants autistes sont souvent accusés de sorcellerie à cause des « bizarreries » de leur comportement. Ils peuvent être victimes de tortures et parfois mis à mort, souvent de sous-alimentation et d'usage de chaînes. En Côte d'Ivoire, l'autisme est culturellement perçu comme une possession ou une malédiction divine et donne lieu à de graves maltraitances. La perception d'une « maladie mentale » entraîne des incarcérations et, en l'absence d'accès à la médecine spécialisée, les seules approches relèvent de l'exorcisme religieux. D'après l'association Autisme Madagascar (2017), les enfants autistes sont fortement marginalisés dans la société malgache, mal diagnostiqués et victimes d'interventions inadaptées. En revanche, l'institutionnalisation, et donc les privations de liberté qui en découlent, n'existe pas dans les pays d'Afrique subsaharienne.
À La Réunion, un cas de harcèlement scolaire par d'autres enfants, relevant de la torture et de la barbarie et un cas de viol d'une élève autiste par son professeur ont été rapportés dans les médias à la fin des années 2010.

### Continent américain
Toute l'Amérique du Nord est considérée comme une société inclusive. La fréquentation des élèves avec TSA dans les écoles québécoises a augmenté de 1096 % en 15 ans, entre l'année scolaire 1990-1991 et l'année scolaire 2006-2007. L'accueil en classe ordinaire est croissant, soit près de 60 % d'autistes scolarisés en 2005, bien que l'intégration reste plus importante à l'école primaire qu'au secondaire. Cependant, ces chiffres doivent être tempérés par une situation de sur-diagnostic.
Les enfants autistes américains ont un droit à l'éducation en vertu du Individuals with Disabilities in Education Act (en), garantissant une intervention précoce, un enseignement spécialisé et des services annexes jusqu'à l'âge de 21 ans, dans tous les États américains. Cette garantie repose sur une « éducation publique, gratuite et adaptée » et un enseignement individualisé, les parents pouvant saisir un avocat si ces droits ne sont pas respectés. Cependant, le coût de ce programme pèse sur le budget des États américains. On compte aussi des cas de « vengeance » contre les familles qui défendent les intérêts de leurs enfants, en contactant les Child Protective Services.
En 2013, un sondage auprès de parents et d'enfants autistes américains, suivis par le Kennedy Krieger Institute, est publié : 38 % des enfants autistes déclarent avoir été harcelés en continu durant plus d'un mois et 28 % affirment que cela est fréquent. Soixante-neuf pour cent ont fait face à du stress post-traumatique, 14 % déclarent avoir peur pour leur sécurité et 8 % ont été agressés physiquement. Une étude statistique auprès d'adultes autistes américains et canadiens montre un risque d'agression sexuelle beaucoup plus élevé que parmi la population non-autiste, avec un risque de viol doublé, et un risque d'agression sexuelle triplé, par comparaison à la population non-concernée par le handicap. Les enfants autistes et avec TDAH sont aussi deux fois plus susceptibles d'être exclus des églises américaines (2018).

### Asie et Proche-Orient
Une analyse menée parmi la communauté juive ultraorthodoxe d'Israël montre que la perception de l'autisme y oscille entre une vision positive et mystique, et une vision négative liée à l'idée d'un cerveau endommagé. 
En Iran, le très faible nombre de diagnostics d'autisme est vraisemblablement dû à une stigmatisation accrue des familles ayant un enfant handicapé. En Corée, les enfants autistes sont généralement cachés en raison de cette stigmatisation associée au handicap.
En Inde, le Rights of Persons with Disabilities Act (en), voté en 2016, inclut l'autisme parmi les handicaps et interdit toute discrimination directe ou indirecte sur la base du handicap. Consécutivement à cette loi, les citoyens autistes de l'Inde peuvent théoriquement recevoir un soutien de l'État en termes d'éducation, de transports et d'emploi.
En 2011, un garçon autiste pakistanais de 10 ans obtient le droit d'asile aux États-Unis sur la base de son comportement lié à l'autisme, des compulsions et épisodes violents d'automutilation, l'exposant à des risques de torture et de persécution s'il retournait dans son pays d'origine. La mère de l'enfant a indiqué dans sa demande d'asile que la majorité des Pakistanais considéraient la condition de cet enfant comme une malédiction divine et qu'il a été forcé de subir de nombreux « traitements » dangereux et dégradants, tels que boire de l'eau sale destinées aux corbeaux.
En mars 2017, la presse chinoise relate la mort d'un adolescent autiste de 15 ans dans un « centre de soins » pour sans-abris du Guangdong.

### Europe
En Norvège, en Suède, au Danemark, en Italie et au Royaume-Uni (2013), le recours à des établissements spécialisés est exceptionnel, la société y étant définie comme réellement inclusive pour les personnes autistes, le modèle médical y étant abandonné au profit du modèle éducatif. Aux Pays-Bas, en Espagne et au Portugal, où l'évolution est en cours, les enfants autistes peuvent être placés dans des établissements spécialisés. La Belgique néerlandophone, l'Allemagne, l'Autriche et l'Irlande sont moins avancées, une partie de la population (familles, associations…) restant hostile à l'accueil des enfants autistes dans les écoles ordinaires. En Belgique, la ligue des droits de l'enfant rassemble des parents et des professionnels agissant pour l'accueil scolaire et porte ce débat au niveau politique. En février 2015, la Suisse a été rappelée à l'ordre par l'ONU, qui a demandé de mettre fin à la pratique du packing et de développer l'accueil des enfants autistes, tout particulièrement dans le canton de Genève. En août 2019, la Bosnie a été épinglée pour ses nombreux refus de scolarisation des enfants autistes et l'absence de soutien de l'État à cet égard.

#### France

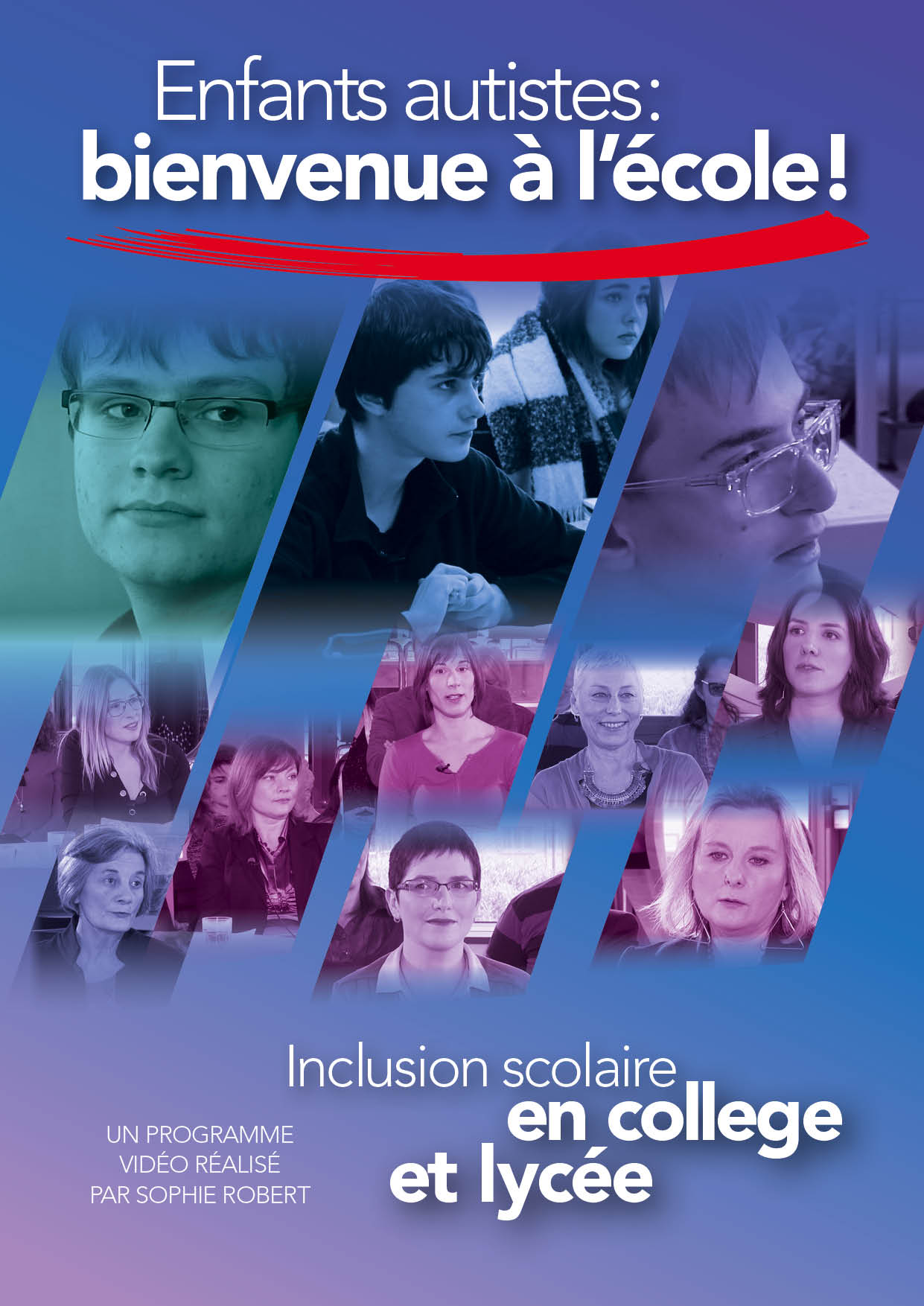
Couverture d'un DVD visant à favoriser l'accueil scolaire des élèves autistes.

Par comparaison avec d'autres pays occidentaux, la France accuse un net retard,, avec un taux de scolarisation d'environ 20 % en 2014. Les établissements spécialisés sont parfois mal accueillis. Les politiques publiques en matière de handicap ne se sont pas préoccupées du monde socio-professionnel, avant 2016.
Depuis 2003, la France est régulièrement condamnée par le conseil de l'Europe, pour la discrimination que subissent les personnes autistes et leurs parents, notamment en matière d'accès à l'éducation. En octobre 2012, le Conseil économique, social et environnemental « propose à notre pays d’accélérer le mouvement pour mieux lutter contre la terrible exclusion sociale dont sont victimes les personnes autistes et les familles ». L'association SOS autisme France a mis en place un numéro d'appel pour recenser les cas d'« autismophobie » en 2014. En 2015, l'association Autisme Europe a de nouveau soulevé le faible taux de scolarisation des enfants autistes français. L'utilisation du packing a été dénoncée par le Comité des droits de l'enfant, qui s'est dit « préoccupé par les cas de mauvais traitements d’enfants handicapés dans des institutions », en février 2016. D'après une enquête du collectif autisme, menée en 2014, 44 % des personnes autistes françaises institutionnalisées ont subi des maltraitances,. D'après un sondage IFOP, réalisé en mars 2016, 79 % des Français pensent que les personnes autistes sont victimes de discriminations. Ils sont 72 % à se déclarer choqués par l'utilisation du mot « autiste » par des personnalités publiques pour insulter ou désigner quelque chose de négatif.

#### Grèce
La Grèce fait partie des pays qui évoluent vers un modèle de société inclusive. En 2014, un reportage de la BBC a cependant révélé que, depuis la crise de la dette publique, les personnes autistes internées dans des centres de soin vivent souvent lourdement médicamentées et dans des cellules étroites, sans possibilité d'en sortir. Cette situation a été dénoncée par Autisme Europe comme étant une privation de leurs droits humains fondamentaux. Elle résulte du manque de fonds de l'État grec, qui ne permet plus de garantir la qualité de vie des personnes internées.

#### Royaume-Uni
Le Royaume-Uni applique une politique de mainstreaming, terme que l'on peut traduire par « intégration dans le courant ordinaire ». Cependant, les discriminations restent nombreuses : en 2014, 39 % des enfants autistes britanniques sont exclus de l'école,, illégalement, faute de connaissances du personnel scolaire permettant de les accueillir. Le programme d'inclusivité professionnelle est financé, entre autres, par le Département du Travail et des Retraites. Les employeurs sont incités à rédiger leurs annonces en prenant en compte le profil des personnes autistes. Une étude de la National Autistic Society (NAS), publiée en 2016, montre que 43 % des personnes autistes ont perdu un emploi à cause de discriminations liées à leur condition. Elles sont 81 % à déclarer avoir subi du harcèlement, des injustices ou un manque de soutien sur leur lieu de travail. 

### Océanie
Une analyse menée sur la presse australienne parue entre 1996 et 2005 montre que l'autisme y est essentiellement présenté de façon négative, comme un objet de pitié, un poids pour la famille, la société et l'éducation, comme rendant les personnes agressives ; plus rarement comme facteur de génie. En 2013, les autorités médicales de l'Australie-Occidentale ont donné, pour la première fois au monde, une autorisation officielle de procéder à un avortement en cas de détection de « risque d'autisme » chez un embryon masculin, le taux d'autisme étant plus bas chez les embryons féminins. Ce test est réservé aux familles ayant déjà un enfant autiste, et souhaitant éviter la naissance d'un deuxième enfant autiste. Cela suscite de vives critiques en raison, notamment, de cette différenciation par sexe.

## Stéréotypes associés à l'autisme
De nombreux stéréotypes fallacieux influencent la perception extérieure des personnes autistes : la plupart les dépeignent comme bizarres et étranges (« weird »), d'autres les assimilent tous à des savants ou, au contraire, à des « débiles mentaux », enfin, certains les dépeignent comme des personnes dépourvues d'émotions, ce malgré une grande hétérogénéité entre les profils. Un stéréotype fréquent, depuis les années 1960, est celui du petit garçon « emprisonné » et « fragmenté » : « Les personnes autistes ont toujours été considérées comme atteintes d'un état psychologique et biologique caractérisé par un moi brisé, si peu normatif et préjudiciable qu'un salut intense et urgent est nécessaire. Ces tropes sont répétés à la fois dans les médias et dans de nombreux écrits scientifiques, la plupart créés par des personnes non-autistes ».
Alicia A. Broderick et Ari Ne'eman listent aussi, parmi les représentations fréquentes, l'image de l'extra-terrestre, et celle de La Forteresse vide. Brigitte Chamak note la récurrence d'autres stéréotypes : l'« autiste geek » (très fréquent dans les médias), et l'enfant échangé avec celui des fées, ou ensorcelé par des esprits. Les représentations liées à la sorcellerie et aux malédictions sont particulièrement fréquentes en Afrique.
La diversité des profils entraîne une diversité des représentations, l'autisme pouvant être dépeint comme une catastrophe (avec un accent mis sur la recherche et le dépistage), ou, au contraire, comme un investissement.
Les stéréotypes ont vraisemblablement un impact négatif sur la vie des personnes autistes, bien qu'il soit difficile d'établir un lien direct entre ces représentations et l'exclusion, par exemple le harcèlement scolaire.

## Militantisme et perspectives

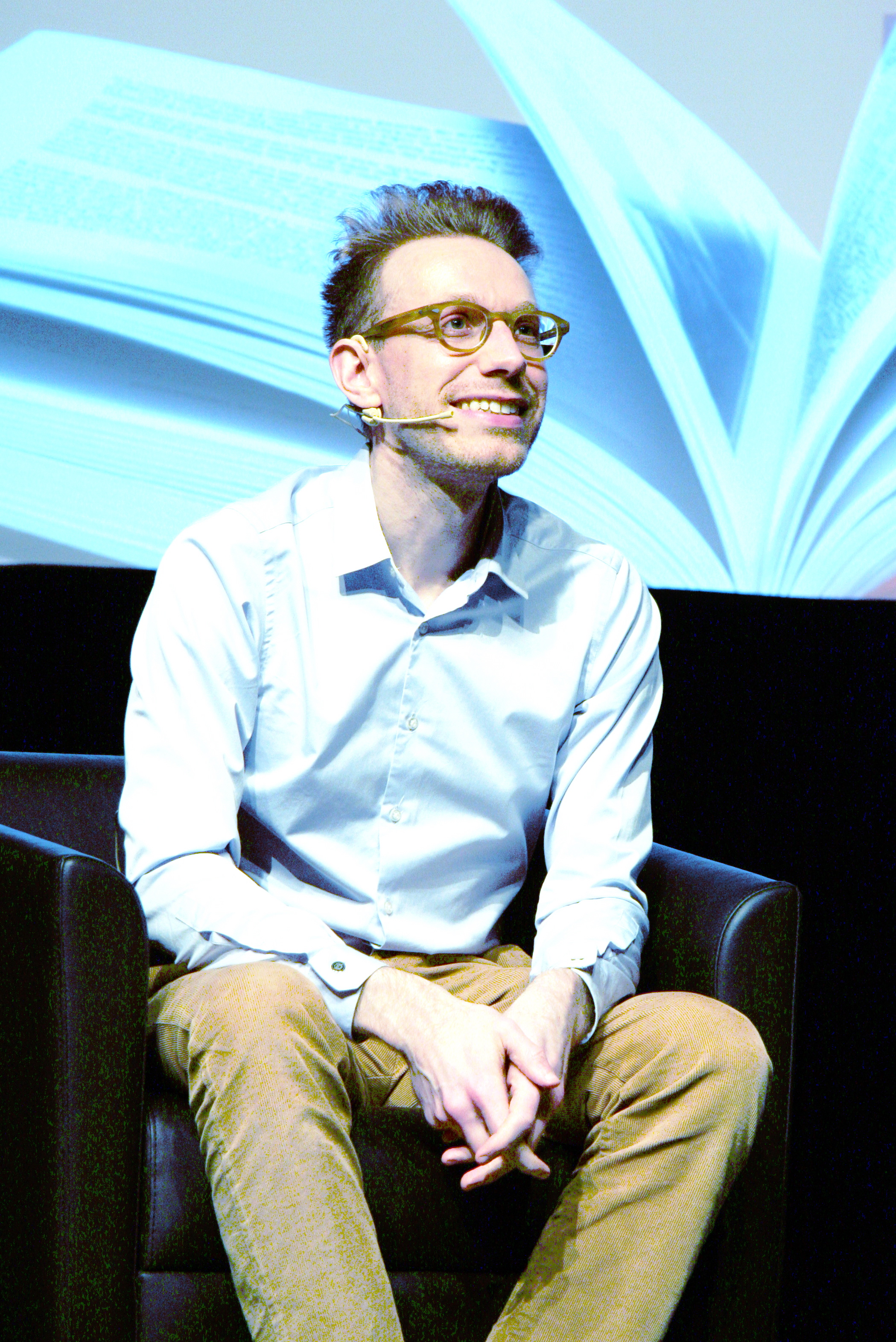
Daniel Tammet (ici, à Montréal en avril 2016) estime qu'il est important de « vivre parmi les autres ».

Plusieurs personnes autistes dénoncent les discriminations dont elles sont victimes, et notamment le modèle médical, qui prétend les « guérir » de leurs comportements considérés comme indésirables, ce qui revient à détruire leur personnalité. Dans les années 2000, la Canadienne Michelle Dawson rassemble des documents sur un site web intitulé par provocation No autistics allowed : Exploration in discriminations against autistics (en français : « Accès interdit aux autistes : Exploration des discriminations contre les autistes »). Elle soulève, notamment, la très faible représentation des autistes parmi les associations officielles censées défendre leurs droits, lesquelles sont généralement tenues par des parents non-autistes.
Lorsqu'une personne autiste prend la parole pour défendre ses droits, elle est souvent accusée de « ne pas être assez autiste ». En tant qu'autiste, Daniel Tammet résume sa philosophie comme suit : « l'important n'est pas de vivre comme les autres, mais parmi les autres ». De même, Josef Schovanec insiste sur l'erreur qui consiste à croire que l'autisme fait souffrir : « c'est le regard extérieur, l'ignorance de la différence qui enferme, qui fait souffrir. Ce n'est pas l'autisme en tant que tel […] ». Il rappelle la grande importance d'un accès scolaire, préalable à une société inclusive en termes sociaux et professionnels. Il pointe également la très faible représentation des personnes handicapées, et notamment autistes, parmi les postes décisionnels et dans les médias en France. Il est lui-même le seul adulte autiste à travailler pour un grand média français, à savoir Europe 1.
Le militantisme contre les discriminations émane aussi de professionnels de santé. Laurent Mottron, chercheur français qui travaille au Canada, a confié des postes à plusieurs personnes autistes (dont Michelle Dawson, devenue chercheuse) et dénonce dans un article, paru dans la revue Nature en 2011, les difficultés et défis rencontrés par ces personnes pour « vivre dans un monde qui n'a pas été bâti autour de leurs priorités et de leurs intérêts ». Certains parents militent contre les discriminations dont sont victimes leurs enfants autistes, en particulier pour leur accès à l'école. Patricia Howlin s'est exprimée, via l'association Autisme Europe, en 2014, pour dénoncer la situation des personnes avec autisme sur le marché de l'emploi, qu'elle décrit comme « inacceptable ». D'après elle, les autistes se confrontent à des « défis » et nombre d'entre eux « possèdent des forces ou des domaines de compétence particuliers, qui peuvent représenter un atout majeur dans le monde du travail. Un tel gaspillage de potentiel est injuste et discriminatoire ».
D'après l'étude de Christine Philip, de Ghislain Magerotte et de Jean-Louis Adrien (2012), « les lois et règlements ne suffisent pas ». Pour faire disparaître les discriminations envers les personnes autistes, notamment pour l'accès à l'éducation, ils préconisent qu'une « philosophie de l'appartenance se diffuse parmi les professionnels », afin de véhiculer « des valeurs et un certain regard sur la différence ». Selon eux, la diffusion de cette philosophie doit s'appuyer sur les personnes directement concernées, comme les parents d'enfants autistes, et sur des professionnels persévérants. Ils insistent sur la nécessité de promouvoir une éducation inclusive. Dans les pays les plus avancés en ce domaine (Italie et Suède), l'accueil d'enfants autistes à l'école « s'inscrit dans un processus de rénovation de tout l'enseignement », qu'ils rapprochent d'une révolution copernicienne, avec un changement de regard des partenaires, passé d'un modèle médical qui insiste sur les déficiences et les incapacités « à un modèle qui considère que l'enfant apprend à tout âge, si les conditions d'environnement lui sont favorables ».

### Citations originales
1. ↑  Traduction de « The dominant ways that we are, as a culture, orienting to autism by fighting it, battling it, hating it, waging a war against it, and by working to eliminate it, require us to think of autism, not as itself a way of living, but as that must be "lived with". »
2. ↑  Traduction de « We are convinced, then, that autistic people have their place in the organism of the social community. They fulfil their role well, perhaps better than anyone else could, and we are talking of people who as children had the greatest difficulties and caused untold worries to their care-givers »